# جيري بنجامين
جيري بنجامين (بالإنجليزية: Jerry Benjamin)‏ هو لاعب كرة قاعدة أمريكي، ولد في 9 نوفمبر 1909 في مونتغومري في الولايات المتحدة، وتوفي في 23 نوفمبر 1974 في ديترويت في الولايات المتحدة.

## وصلات خارجية
- جيري بنجامين على موقعبيزبول رفرنس.كوم (الدوري الرئيسي) (الإنجليزية)
- جيري بنجامين على موقعبيزبول رفرنس.كوم (الدوري الثانوي) (الإنجليزية)